# Рибалочка-чубань африканський
Рибалочка-чубань африканський (Megaceryle maxima) — вид сиворакшоподібних птахів родини рибалочкових (Alcedinidae). Поширений в Африці.

## Поширення
Вид поширений в Африці на південь від Сахари. Ареал простягається від Сенегалу та Ефіопії на півночі до Південної Африки на півдні. Мешкає на річках і водоймах із сприятливими можливостями для полювання на рибу, крабів і земноводних.

## Підвиди
Виділяють два підвиди
- M. m. maxima (Pallas, 1769) – від Сенегалу та Гамбії до Ефіопії та на південь до Південної Африки;
- M. m. gigantea (Swainson, 1837) – від Ліберії до північної Анголи та західної Танзанії, острів Біоко.

## Опис
Рибалочка-чубань африканський є одним із найбільших рибалочок, розмір якого досягає 46 см. Голова і верхівки крил плямисті сіро-білі. У самця на шиї іржаво-коричнева пляма. Самиця має іржаво-коричневу грудку. Нижня сторона крил також іржаво-коричнева в передній частині.